# Maria Snelmetrobrug
De Maria Snelmetrobrug (brug 1630) is een bouwkundig kunstwerk in Amsterdam-Zuidoost.
Het bouwwerk bestaande uit een metroviaduct werd in de periode 1978-1982 aangelegd voor de Amsterdamse Metrolijn 54, toen nog als onderdeel van de Oostlijn Geinlijn geheten en sinds 1997 ook voor metrolijn 50. Het ontwerp was afkomstig van Sier van Rhijn en Ben Spängberg van de Dienst de Publieke Werken, die alle kunstwerken etc. voor die lijn verzorgden. Anders dan andere viaducten in de metrolijn werd dit viaduct pas later gebouwd, toen de metro hier haar definitieve eindhalte kreeg. In 1978 gingen de eerste betonnen heipalen de grond in. Van Rhijn en Spängberg gaven voor die lijn een totaalconcept af, kunstwerken en stations lijken uiterlijk dan ook sprekend op elkaar. De architecten wonnen er de betonprijs mee. Kenmerkend zijn de balustrades bestaande uit schildachtige elementen.
Het is het laatste kunstwerk in de lijn; het viaduct leidt naar het oosten naar een rangeerterrein waar de metrostellen kunnen worden opgesteld, onderhouden, aan en afgekoppeld en overnachten. Van daar kunnen ze van het juiste spoor vertrekken bij het laatste metrostation Gein, dat ten westen van het viaduct ligt.
De naam van het viaduct kwam pas weer veel later. Vanaf 2016 is de gemeente Amsterdam bezig kunstwerken een naam te geven om opgenomen te worden in de Basisadministratie Adressen en Gebouwen, zodat ze eenvoudiger terug te vinden zijn; een brugnummer is daarvoor niet voldoende. Op 21 november 2017 besloot de gemeenteraad de meeste kunstwerken in de metrolijnen te vernoemen, meestal naar de onderliggende weg. Naamgever van brug 1630 werd echter verzetsstrijder Maria Snel (1890-1941), naar wie op 17 oktober 1984 het iets noordelijker gelegen Maria Snelplantsoen was vernoemd. Onder het viaduct loopt het Jan Schaeferpad. Ten noorden van het viaduct zijn straatnamen vernoemd naar andere verzetsstrijders; ten zuiden kregen straten namen van (plaatselijke) politici.
<<< · 1601 · 1602 · 1603 · 1604 · 1605 · 1606 · 1607 · 1608 · 1609 · 1610 · 1611 · 1612 · 1613 · 1614 · 1615 · 1616 · 1617 · 1618 · 1619 · 1620 · 1621 · 1622 · 1623 · 1624 · 1625 · 1626 · 1627 · 1629 · 1630 · 1633 · 1634 · 1635 · 1636 · 1637 · 1638 · 1639 ·  1640 · 1641 · 1642 · 1643 · 1644 ·  1645 · 1646 · 1647 · 1648 · 1649 · 1650 · 1651 · 1652 · 1653 · 1654 · 1655 · 1656 · 1657 · 1658 · 1659 · 1660 · 1661 · 1662 · 1663 · 1664 · 1695 · 1696 · 1697 · >>>
Brugnummers  1600, 1628, 1632, 1665-1694, 1698, 1699 zijn niet vergeven. Brug 1631 is in 2019 gesloopt.